# 鷲崎健と長嶋はるかのチェキらぼ
『鷲崎健と長嶋はるかのチェキらぼ』（わしざきたけしとながしまはるかのチェキらぼ）は、鷲崎健と長嶋はるかがパーソナリティを務めたラジオ関西のラジオ番組である。

## パーソナリティ
- 鷲崎健（教授）- 兵庫県神戸市東灘区出身の鷲崎にとって、初めての関西地区でのレギュラー番組となる。
- 長嶋はるか（助手）

## オープニング・エンディングテーマ曲
- 『夢のカケラ』（アニメロ★うた 配信限定曲）

作詞・歌：長嶋はるか

## 主要コーナー
チェキらぼ一流研究所への道
一問一答形式で答えていき、一流研究所を目指すコーナー。パーソナリティ二人が対決し、負けが3回たまると罰ゲームがある。
長嶋はるか presents 恋ラボ（仮）
鷲崎健に、年頃の気持ちを分かってもらおうというコーナー。
ヒューマンアカデミーインフォネーション
ヒューマンアカデミー情報を発信するコーナー。毎回ヒューマンアカデミーの生徒が原稿を読みにくる。生徒が原稿を読んでいる間は、鷲崎と長嶋が面白い事をして生徒を笑わそうとするのが恒例となっている。

## 終了したコーナー
- 長嶋はるか一流助手への道

## ゲスト
| 放送回 | 放送日        | 出演者名                 | 備考 |
| ------ | ------------- | ------------------------ | ---- |
| 第19回 | 2009年2月6日  | 桑谷夏子                 |      |
| 第20回 | 2009年2月13日 | 野中藍                   |      |
| 第22回 | 2009年2月27日 | Palette （声優ユニット） |      |
| 第24回 | 2009年3月13日 | ゆかな                   |      |
| 第35回 | 2009年5月29日 | 緒方賢一                 |      |